# Пуцулай Ян Георгійович
Я́н Гео́ргійович Пуцула́й (1 серпня 1996 — 31 січня 2018) — солдат Збройних Сил України, учасник російсько-української війни.

## Життєпис
Народився 1996 року в селі Калабатине (Березанський район, Миколаївська область); мешкав у селі Широколанівка (Веселинівський район).
На військовій службі за контактом перебував з 2016 року, служив у 204-й бригаді (згідно з деякими даними, наприкінці вересня 2017 року за власним бажанням відряджений до 79-ї бригади на передову).
31 січня 2018 року загинув під час виконання бойового завдання внаслідок тяжкого поранення в часі двостороннього бою на бойових позиціях поблизу міста — терористи обстрілювали з великокаліберних кулеметів та стрілецької зброї.
2 лютого 2018-го похований у Широколанівці.
Без Яна лишилися батьки й сестра.

## Нагороди та вшанування
- Указом Президента України № 189/2018 від 27 червня 2018 року, «за особисту мужність і самовіддані дії, виявлені у захисті державного суверенітету та територіальної цілісності України», нагороджений орденом «За мужність» III ступеня (посмертно)[1].
- Вшановується в меморіальному комплексі «Зала пам'яті», в щоденному ранковому церемоніалі 31 січня[2][3].